# Eugène Pierre (secrétaire général)
Pour les articles homonymes, voir Eugène Pierre et Pierre.
Eugène Adolphe Marie Pierre, né le 16 novembre 1848 à Paris et mort le 7 juillet 1925 dans la même ville, est un constitutionnaliste et administrateur parlementaire français.

## Biographie
Petit-fils d'un agent du Corps Législatif, fils de Madelaine Julie Degrégny, ouvrière, et d’Adolphe Jacques Pierre, employé - un journaliste et écrivain qui termine sa carrière comme fonctionnaire à la bibliothèque de la Chambre des députés - Eugène Pierre intègre dès 1866 le corps des fonctionnaires parlementaires en tant que commis. Élève au lycée Saint-Louis, il est admis dans ce même lycée - après l'obtention de son baccalauréat - dans une classe de Lettres supérieures (hypokhâgne), puis dans une classe de  Première supérieure (khâgne). Cependant, le décès prématuré de son père l’oblige à interrompre ses études qui le destinaient, en principe, à présenter  le concours de l’École Normale Supérieure.
Nommé en 1874 commis principal, il est rattaché au secrétariat général de la Présidence de l'Assemblée nationale, avant de devenir, en 1876, secrétaire-rédacteur de la chambre et chargé de fonctions spéciales à la Présidence. En 1879, il est confirmé dans ses fonctions à la Présidence avec le titre de secrétaire, puis devient la même année chargé de service législatif à la Présidence et délégué pour suppléer le secrétaire général de la Présidence, Jules Poudra.
Il rédige alors avec lui un Traité pratique de droit parlementaire, qui est publié en 1878. C'est une œuvre majeure, fondatrice du droit parlementaire français. Après la mort de Jules Poudra, il fait paraître seul son Traité de droit politique électoral et parlementaire en 1893, cet ouvrage, qui est celui d'une vie, connaît un grand succès et a droit à plusieurs éditions et suppléments jusqu'en 1924. Il reste encore aujourd'hui incontournable pour les juristes spécialisés dans le droit parlementaire.
Après le décès de Jules Poudra, Eugène Pierre lui succède, le 1er janvier 1885, comme secrétaire général de la Présidence de la Chambre des députés, poste qu'il occupe pendant 40 ans, un record.
Malade, il reste en poste jusqu'au bout, ne s’alitant qu'une dizaine de jours avant son décès, qui survient le 7 juillet 1925, à 76 ans. Le Président de la Chambre des Députés et Maire de Lyon, Édouard Herriot, prononce son éloge funèbre, où il déclare que : « Si la France a pu malgré tant de secousses maintenir intacte depuis 1870 la souveraineté de la loi, elle le lui doit pour une part ».

## Décorations
- Grand officier de la Légion d'honneur (6 juillet 1925)[1]
  -  Commandeur de la Légion d'honneur (13 juillet 1905)
  -  Officier de la Légion d'honneur (23 juillet 1891)
  -  Chevalier de la Légion d'honneur (3 août 1883)

## Œuvres
- Traité pratique de droit parlementaire, (avec Jules Poudra), 1878[3]
- Traité pratique de droit parlementaire : Supplément de 1879-1880, (avec Jules Poudra), 1880[6]
- Lois constitutionnelles de la République française, annotées et mises au courant de la dernière révision, (avec Jules Poudra), 1885[7]
- De l'Organisation intérieure en cas de guerre, 1890[8]
- Du Pouvoir législatif en cas de guerre, 1890[9]
- Traité de droit politique, électoral et parlementaire,1893[4]
- Traité de législation politique et de procédure parlementaire. Élection, attributions et fonctionnement des pouvoirs publics en France et à l'étranger, 1893[10]
- Politique et gouvernement, 1896[11]
- Traité de droit politique électoral et parlementaire (2e éd.),1902[12]
- Traité de droit politique, électoral et parlementaire, Supplément, 1906[13]
- Traité de droit politique électoral et parlementaire. Supplément (2e édition entièrement refondue),1910[14]
- Traité de droit politique, électoral et parlementaire, Supplément (3e éd entièrement refondue),1914[13]
- Traité de droit politique électoral et parlementaire. Supplément (4e éd. entièrement refondue), 1919[15]
- Traité de droit politique électoral et parlementaire. Supplément (5e édition complétée par des références au Supplément de 1919),1924[5]